# Hrabstwo Live Oak

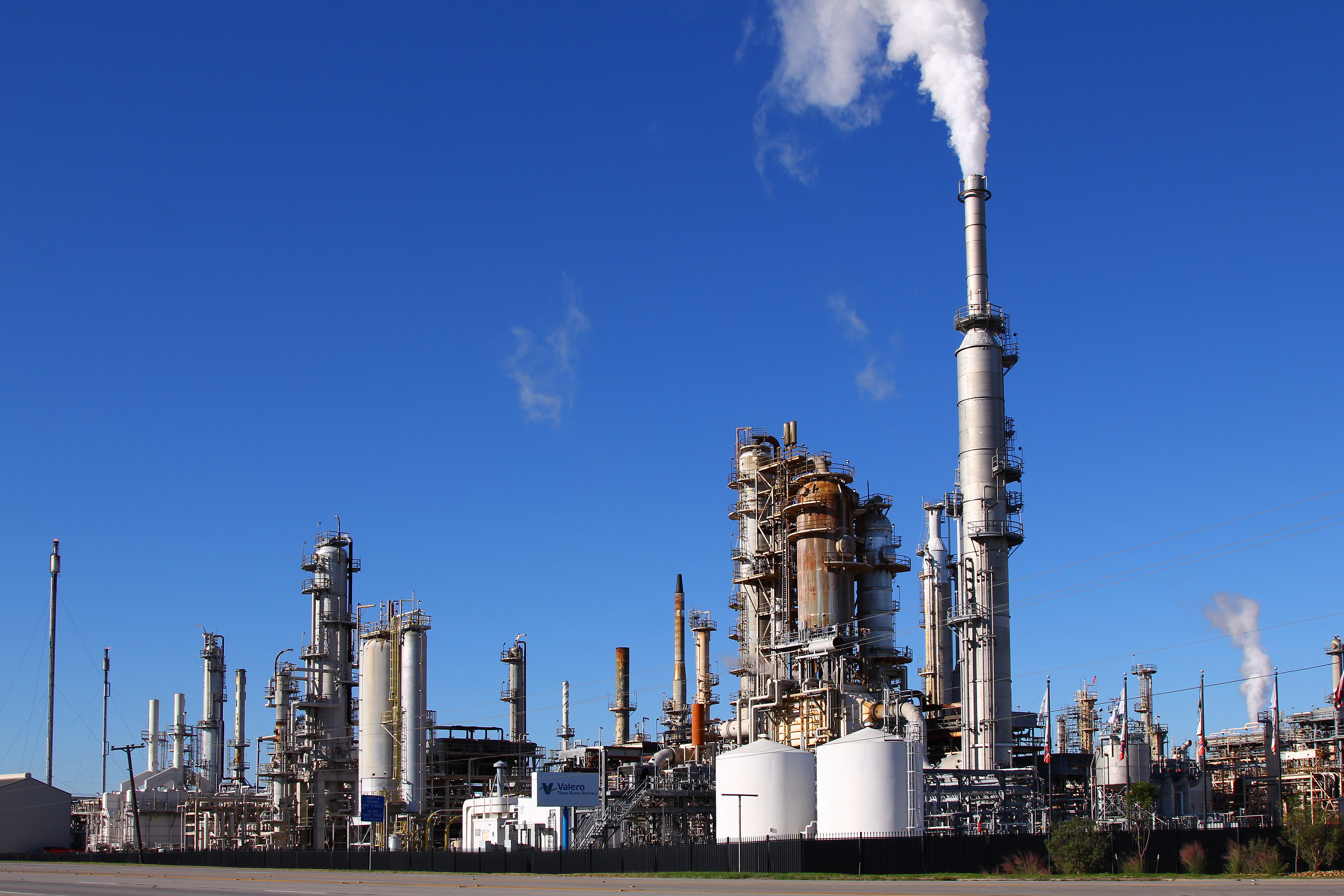
Rafineria w Three Rivers

Hrabstwo Live Oak – hrabstwo położone w USA, w południowym Teksasie. Utworzone w 1856 r. Według danych z 2023 liczy 11 584 mieszkańców (w tym 42,3% stanowiły kobiety). Siedzibą hrabstwa jest miasteczko George West. Inne miejscowości, to: Three Rivers i Pernitas Point.

## Geografia
Według danych amerykańskiego Biura Spisów Ludności (U.S. Census Bureau), hrabstwo zajmuje powierzchnię 2794 km², z czego 2693 km² stanowią lądy, a 101 km² (3,6%) stanowią wody. Hrabstwo Live Oak częściowo obejmuje dwa duże zbiorniki: jezioro Corpus Christi i zbiornik Choke Canyon. Hrabstwo jest odwadniane przez rzeki Atascosa i Nueces.

## Sąsiednie hrabstwa
- Hrabstwo Karnes (północny wschód)
- Hrabstwo Bee (wschód)
- Hrabstwo San Patricio (południowy wschód)
- Hrabstwo Jim Wells (południe)
- Hrabstwo Duval (południowy zachód)
- Hrabstwo McMullen (zachód)
- Hrabstwo Atascosa (północny zachód)

## Gospodarka
62% areału gospodarstw stanowią pastwiska, 26% lasy i 11% to obszary uprawne.
- wydobycie ropy naftowej (25. miejsce w stanie) i gazu ziemnego (31. miejsce)
- turystyka i myślistwo[2]
- hodowla koni, kóz, bydła i drobiu[3]
- uprawa sezamu, bawełny i sorgo[3]
- akwakultura[4].

## Demografia
- biali nielatynoscy – 48,4%
- Latynosi – 42,2%
- czarni lub Afroamerykanie – 7,3%
- rdzenni Amerykanie – 1,4%
- Azjaci – 1,3%[1].